# الشجعة (بكيل المير)

تعديل مصدري - تعديل

الشجعة هي إحدى قرى عزلة فاس بمديرية بكيل المير التابعة لمحافظة حجة، بلغ تعداد سكانها 90 نسمة حسب تعداد اليمن لعام 2004.